# Özgecan Aslan-gyilkosság
Özgecan Aslan (1995. október 22. – 2015. február 11.) török egyetemista lány, akit 2015. február 11-én meggyilkoltak és testét felgyújtották, miután ellenállt egy nemierőszak-kísérletnek. A gyilkossággal egy dolmuş sofőrjét vádolják, aki a vád szerint az apja és egy barátja segítségével szabadult meg a holttesttől.
A gyilkosság országszerte felháborodást keltett, és tüntetések sorozata kezdődött az azt követő napokban. A török közvélemény szerint a kormány reakciója „túl kevés, és túl késő[n érkezett]”. A konzervatív vélemények az áldozatot hibáztatják, az „elnyugatiasodott” életmódra fogják a gyilkosságot. A közösségi médiumok felületein több száz török nő tiltakozott a nők elleni erőszak ellen.

## Háttér
Özgecan Aslan családja Dersimből származik. A lány elsőéves pszichológia szakos hallgató volt a Çağ Egyetemen, Tarsusban. Mersinben született és nőtt fel.
A gyilkossággal vádolt 26 éves dolmuşsofőr apja jómódú ékszerész volt, azonban tönkrement és fiával közösen kezdett utasszállítással foglalkozni. A vádlott felesége azt vallotta, hogy a férfi többször is bántalmazta őt és kényszerítette, hogy visszavonja a hónapokkal korábban beadott válóperes nyilatkozatot.

## A gyilkosság
Február 11-én Özgecan Aslan egy barátnőjével találkozott egy bevásárlóközpontban, ahonnan együtt indultak haza iránytaxival. A lány egyedül maradt a járműben utasként, miután a barátnője hamarabb kiszállt.
A híradások szerint a kisbusz vezetője megpróbálta megerőszakolni Aslant, aki ellenállt és paprikasprével próbált védekezni. A férfi többször is megszúrta, majd egy vascsővel halálra verte. A gyilkosságot követően visszatért Tarsusba, ahol segítséget kért az apjától és egy barátjától. A három férfi felgyújtotta a lány holttestét és egy erdei patak medrébe dobták a maradványokat.
Miután Aslan nem ért haza éjjel, bejelentették eltűnését a rendőrségen. Az iránytaxi sofőrje közben megállt egy csendőrségi ellenőrző pontnál, ahol útbaigazítást kért. A csendőröknek feltűnt, hogy mégsem arra indul, amerre az útbaigazítást kérte, így megállították és átvizsgálták a járművet, ahol vércseppeket találtak. A sofőr magyarázata szerint verekedő utasoktól származtak. Rövid átvizsgálás után a csendőrök elengedték. Aslan eltűnésének jelentését követően a csendőrség ismét keresni kezdte a kisbuszt, amelyben megtalálták a lány sapkáját. A gyanúsítottak beismerő vallomást tettek.
A lány testét február 13-án találták meg, ruhái alapján azonosították.

## Tüntetések
Az eset cause célèbre-ré vált Törökországban, a nők elleni erőszak jelképe lett. A brutális gyilkosság közfelháborodást okozott, melynek eredményeképpen több ezren vonultak az utcákra tüntetni. Február 14-én többségében nőkből álló tömeg vonult végig az İstiklal sugárúton, elítélve a kormány feltételezett inaktivitását és az esetet elítélő hivatalos közlemények hiányát. Több ezren tüntettek Kadıköyben is, de az ország más városaiban, Ankarában, İzmirben, Tarsusban, Mersinben, Adanában, Bodrumban, Eskişehirben, Balıkesirben, Batmanban, Gaziantepben és máshol.
A demonstrációk során a tüntetők azt állították, a bírók elfogultak a szexuális bűntettet elkövetőkkel szemben és rövidebb büntetéseket szabnak ki, mint kellene. A kormányt is megvádolták azzal, hogy olyan társadalmi környezetet teremtenek iszlamista politikájukkal, amelyben a nem konzervatív nőkről úgy tartják, megérdemlik az erőszakot.
Tarsusban a tömeg megpróbálta meglincselni a gyanúsítottakat, amikor a rendőrség letartóztatta őket. Aslan temetésén csaknem 5000 ember vett részt, a nők szembeszálltak az imámmal és együtt imádkoztak a férfiakkal, valamint nők vitték a lány koporsóját is, ami ellenkezik a vallási szabályokkal.
A tüntetések folytatódtak február 15-én és 16-án országszerte. Február 17-én külföldön is több helyen tüntettek, Észak-Cipruson körülbelül 100-an vettek részt, Frankfurtban, Hamburgban és Berlinben is demonstráltak.

## Fordítás
- Ez a szócikk részben vagy egészben  a   Murder of Özgecan Aslan című angol Wikipédia-szócikk ezen változatának fordításán alapul.  Az eredeti cikk szerkesztőit annak laptörténete sorolja fel. Ez a jelzés csupán a megfogalmazás eredetét és a szerzői jogokat jelzi, nem szolgál a cikkben szereplő információk forrásmegjelöléseként.